# Pol Lirola
Lirola  Kosok est un nom espagnol. Le premier nom de famille, en général paternel, est Lirola ; le second, en général maternel, souvent omis, est Kosok.
Pol Lirola, de son nom de naissance Pol Mikel Lirola Kosok, né le 13 août 1997 à Mollet del Vallès, est un footballeur espagnol qui évolue au poste de défenseur latéral à l'Olympique de Marseille.

## Biographie

### Carrière en club

#### RCD Espanyol (2014-2015)
Né à Mollet del Vallès, en Catalogne, il commence sa carrière en junior au RCD Espanyol. Puis il joue avec l'équipe B dans le championnat d'Espagne de troisième division, lors de la saison 2014-2015.

#### Juventus FC (2015-2016)
Le 26 janvier 2015, il est prêté à la Juventus FC pour une durée de six mois avant d'être ensuite acheté par les Turinois pour 500 000 euros, où il évolue avec les jeunes, avec qui il remporte le Tournoi de Viareggio en 2016.

#### US Sassuolo (2016-2019)
Il intègre le groupe professionnel lors de l'été 2016 pour participer à une tournée amicale en Australie. Il est prêté dans la foulée à l'US Sassuolo pour deux ans,.
Il fait ses débuts professionnels le 25 août 2016 lors du match de barrage retour de Ligue Europa face à l'Étoile rouge de Belgrade en tant que titulaire (1-1). Les Italiens s'étant imposés sur le score de 3 buts à 0 à l'aller, le club se qualifie pour la première fois pour une phase de groupe d'une compétition européenne. Le 15 septembre 2016, il dispute le premier match de phase de groupes face à l'Athletic Bilbao durant lequel il inscrit son premier but professionnel et le premier de l'histoire du club en compétition européenne (victoire 3-0 au Stadio di Reggio Emilia Città del Tricolore). Le 18 septembre 2016, il joue son premier match en Serie A à l'occasion de la quatrième journée face au Genoa CFC, en tant que titulaire (victoire 2-0 à domicile).
Le 31 janvier 2018, il est officiellement acheté par l'US Sassuolo pour 7,5 millions d'euros avec un contrat s'étendant jusqu'en 2021.

#### ACF Fiorentina (2019-2021)
Il est prêté le 1er août 2019 à l'ACF Fiorentina avec une option d’achat obligatoire fixée à 12 millions d’euros, Sassuolo disposant d'un pourcentage à la revente de 10 %. Il s'impose dans le onze florentin, prenant part à 23 rencontres de Serie A, en débutant titulaire 22 fois sur les 26 journées disputées avant que le championnat ne soit suspendu à cause de la pandémie de Covid-19.

#### Olympique de Marseille (2021-2022)
Le 12 janvier 2021, il est prêté avec option d'achat par l'ACF Fiorentina à l'Olympique de Marseille jusqu'à la fin de la saison. Il fait ses débuts marseillais deux jours plus tard pour un classique face au Paris Saint-Germain, lors du Trophée des champions.
Le 17 avril 2021, il inscrit un doublé lors de la 33e journée de Ligue 1 face au FC Lorient, victoire (3-2).
Le 23 août 2021, il signe officiellement un contrat de cinq ans avec l’Olympique de Marseille après une deuxième partie de saison 2020-2021 passée en prêt. Afin de permettre à l'Olympique de Marseille, soumis à un encadrement de la masse salariale par la DNCG, d'enregistrer l'arrivée du Marocain Amine Harit, Lirola, son compatriote Álvaro et Leonardo Balerdi acceptent de différer une partie de leurs salaires sur la saison 2021-2022,.

#### Elche CF (2022-2023)
Le 12 août 2022, il est prêté avec option d'achat à Elche, club de première division espagnole.

#### Frosinone Calcio (2023-2024)
Pour la saison 2023-2024, il est prêté à Frosinone Calcio.

#### Olympique de Marseille (2024-…)
De retour de prêt en Italie, il effectue tous les matchs de préparation sous la direction de Roberto De Zerbi, entraîneur qu'il a connu lors de son passage à Sassuolo. Le 22 septembre 2024 alors que l’Olympique de Marseille est mené 1-0 par l’Olympique Lyonnais lors du duel des Olympiques, il égalise et délivre une passe décisive pour les marseillais qui l'emportent par 3-2 alors qu'ils étaient en infériorité numérique depuis la 5e minute de jeu.

### Carrière internationale
Le 14 novembre 2013, Pol dispute son premier match avec l'équipe d'Espagne des moins de 17 ans face à l'Allemagne, en amical (match nul 1-1 à Marbourg).
Le 28 décembre 2016, Pol Lirola est convoqué avec l'équipe de Catalogne pour disputer un match amical face à la Tunisie. Sur le score de 3-3 à la fin du match, la Catalogne perd aux tirs au but 4-2 au Stade municipal de Montilivi.
Le 1er septembre 2017, il joue son premier match avec les espoirs face à l'Italie, en amical (victoire 3-0 au Stade Salto del Cabalo).

## Statistiques

### En club
| Saison                | Club                          | Championnat           | Championnat | Championnat | Championnat | Coupe(s) nationale(s) | Coupe(s) nationale(s) | Coupe(s) nationale(s) | Supercoupe | Supercoupe | Supercoupe | Compétition(s) continentale(s) | Compétition(s) continentale(s) | Compétition(s) continentale(s) | Compétition(s) continentale(s) | Total | Total | Total |
| Saison                | Club                          | Division              | M.          | B.          | P.d.        | M.                    | B.                    | P.d.                  | M.         | B.         | P.d.       | Comp.                          | M.                             | B.                             | P.d.                           | M.    | B.    | P.d.  |
| 2014–2015             | Espanyol B                    | Segunda División B    | 1           | 0           | 0           | -                     | -                     | -                     | -          | -          | -          | -                              | -                              | -                              | -                              | 1     | 0     | 0     |
| 2016-2017             | US Sassuolo (prêt)            | Serie A               | 22          | 0           | 3           | 0                     | 0                     | 0                     | -          | -          | -          | C3                             | 7                              | 1                              | 0                              | 29    | 1     | 3     |
| 2017-2018             | US Sassuolo (prêt)            | Serie A               | 24          | 0           | 1           | 2                     | 0                     | 0                     | -          | -          | -          | -                              | -                              | -                              | -                              | 26    | 0     | 1     |
| 2018-2019             | US Sassuolo                   | Serie A               | 35          | 2           | 6           | 3                     | 0                     | 0                     | -          | -          | -          | -                              | -                              | -                              | -                              | 38    | 2     | 6     |
| Sous-total            | Sous-total                    | Sous-total            | 81          | 2           | 10          | 5                     | 0                     | 0                     | -          | -          | -          | -                              | 7                              | 1                              | 0                              | 93    | 3     | 10    |
| 2019-2020             | ACF Fiorentina                | Serie A               | 35          | 0           | 2           | 4                     | 1                     | 0                     | -          | -          | -          | -                              | -                              | -                              | -                              | 39    | 1     | 2     |
| 2020-2021             | ACF Fiorentina                | Serie A               | 12          | 0           | 1           | 1                     | 0                     | 0                     | -          | -          | -          | -                              | -                              | -                              | -                              | 13    | 0     | 1     |
| Sous-total            | Sous-total                    | Sous-total            | 47          | 0           | 3           | 5                     | 1                     | 0                     | -          | -          | -          | -                              | -                              | -                              | -                              | 52    | 1     | 3     |
| 2020-2021             | Olympique de Marseille (prêt) | Ligue 1               | 19          | 2           | 2           | 2                     | 0                     | 2                     | 1          | 0          | 0          | -                              | -                              | -                              | -                              | 22    | 2     | 4     |
| 2021-2022             | Olympique de Marseille        | Ligue 1               | 34          | 1           | 2           | 4                     | 0                     | 0                     | -          | -          | -          | C3+C4                          | 6+7                            | 0                              | 0                              | 51    | 1     | 2     |
| 2022-2023             | Olympique de Marseille        | Ligue 1               | 0           | 0           | 0           | -                     | -                     | -                     | -          | -          | -          | C1                             | -                              | -                              | -                              | 0     | 0     | 0     |
| 2024-2025             | Olympique de Marseille        | Ligue 1               | 19          | 1           | 2           | -                     | -                     | -                     | -          | -          | -          | -                              | -                              | -                              | -                              | 19    | 1     | 2     |
| Sous-total            | Sous-total                    | Sous-total            | 72          | 4           | 6           | 6                     | 0                     | 2                     | 1          | 0          | 0          | -                              | 13                             | 0                              | 0                              | 92    | 4     | 8     |
| 2022-2023             | Elche CF (prêt)               | Liga                  | 12          | 1           | 0           | 1                     | 0                     | 0                     | -          | -          | -          | -                              | -                              | -                              | -                              | 13    | 1     | 0     |
| 2023-2024             | Frosinone Calcio (prêt)       | Serie A               | 25          | 2           | 1           | 3                     | 0                     | 1                     | -          | -          | -          | -                              | -                              | -                              | -                              | 28    | 2     | 2     |
| Total sur la carrière | Total sur la carrière         | Total sur la carrière | 238         | 9           | 20          | 20                    | 1                     | 3                     | 1          | 0          | -          | -                              | 20                             | 1                              | 0                              | 279   | 11    | 23    |

## Palmarès

### En club
| Juventus FC - Championnat d'Italie Primavera - Vice-champion : 2016 - Tournoi de Viareggio (1) : - Vainqueur : 2016. | Olympique de Marseille - Championnat de France - Vice-champion : 2022 et 2025 - Trophée des Champions - Finaliste : 2020 |

### En équipe nationale
Espagne espoirs
- Vainqueur du Championnat d'Europe espoirs en 2019.